# Velîkîi Dalnîk, Odesa
Velîkîi Dalnîk (în ucraineană Великий Дальник) este localitatea de reședință a comunei Velîkîi Dalnîk, din raionul Odesa, regiunea Odesa, Ucraina.

## Demografie
Componența lingvistică a comunei Velîkîi Dalnîk
     Ucraineană (86,14%)
     Rusă (11,54%)
     Română (1,31%)
     Alte limbi (0,5%)
Conform recensământului din 2001, majoritatea populației comunei Velîkîi Dalnîk era vorbitoare de ucraineană (86,14%), existând în minoritate și vorbitori de rusă (11,54%) și română (1,31%).